# Prachtreiher
Der Prachtreiher (Ardeola speciosa) ist eine Vogelart aus der Familie der Reiher.

## Merkmale
Der Prachtreiher ist ein kleiner, gedrungener Reiher mit einer Körperlänge von maximal 45 cm. Im Schlichtkleid ist der Kopf oliv- und gelbbraun gestreift. Der Schnabel ist gelb mit Schattierung auf der Oberseite und bläulicher Basis. Der Rücken ist von unscheinbar brauner Farbe, Schwanz und Flügel sind weiß. Die Beine sind blass grünlich-gelb. Insgesamt ist der Vogel damit mit dem Bacchus- oder Paddyreiher sehr ähnlich. Zur Paarungszeit trägt der Vogel ein Prachtkleid mit goldgelbem Kopf, Hals und Kamm und zwei langen, weißen Kammfedern. Am unteren Hals bilden rote Federn einen Kragen und verlängerte schieferschwarze Rückenfedern reichen bis zum Schwanzende. Die Geschlechter sehen gleich aus. Jungvögel ähneln den adulten Tieren im Schlichtkleid.
Die Unterart Ardeola speciosa continentalis (Salomonsen, 1933) hat längere Flügel und einen längeren Schnabel als die Nominatform A. s. speciosa.

## Verbreitung und Lebensraum

Verbreitungsgebiet dreier asiatischer Ardeola-Arten. Die Brutverbreitung des Prachtreihers ist in grün dargestellt.

Prachtreiher bewohnen die Mangroven und Sümpfe Südostasiens. Die Nominatform lebt in Indonesien, vor allem auf Bali und Java, aber man findet ihn gelegentlich auch auf den Philippinen. A. s. continentalis kommt in Zentralthailand, Myanmar, im südlichen Vietnam und in Kambodscha vor. 

## Verhalten
Der Prachtreiher brütet von Juni bis September. Dabei nistet er in kleinen Kolonien, oft zusammen mit anderen Reiherarten. Er gilt als Zugvogel. Er ernährt sich von kleinen Fischen, Krebstieren und Insekten. Um diese zu fangen, lauert er fast bewegungslos, um dann schnell mit dem Schnabel zuzustoßen.